# Långtjärnet (Östervallskogs socken, Värmland, 662808-128341)
Långtjärnet är en sjö i Årjängs kommun i Värmland och ingår i Göta älvs huvudavrinningsområde. Sjöns area är 0,029 kvadratkilometer och den befinner sig 256 meter över havet.